# Салмон-Брук (Коннектикут)
Салмон-Брук (англ. Salmon Brook) — переписна місцевість (CDP) в США, в окрузі Гартфорд штату Коннектикут. Населення — 2428 осіб (2020).

## Географія
Салмон-Брук розташований за координатами 41°57′24″ пн. ш. 72°47′35″ зх. д. / 41.95667° пн. ш. 72.79306° зх. д. (41.956758, -72.793167).  За даними Бюро перепису населення США в 2010 році переписна місцевість мала площу 7,77 км², уся площа — суходіл.

## Демографія
Згідно з переписом 2010 року, у переписній місцевості мешкали 2324 особи в 967 домогосподарствах у складі 625 родин. Густота населення становила 299 осіб/км².  Було 1020 помешкань (131/км²).
Расовий склад населення:
| - 96,4 % — білих - 1,1 % — чорних або афроамериканців - 1,0 % — азіатів - 0,3 % — корінних американців |

До двох чи більше рас належало 0,7 %. Частка іспаномовних становила 2,1 % від усіх жителів.
За віковим діапазоном населення розподілялося таким чином: 21,6 % — особи молодші 18 років, 58,7 % — особи у віці 18—64 років, 19,7 % — особи у віці 65 років та старші. Медіана віку мешканця становила 46,7 року. На 100 осіб жіночої статі у переписній місцевості припадало 88,6 чоловіків;  на 100 жінок у віці від 18 років та старших — 81,8 чоловіків також старших 18 років.
Середній дохід на одне домашнє господарство  становив 100 345 доларів США (медіана — 95 848), а середній дохід на одну сім'ю — 121 295 доларів (медіана — 106 154). Медіана доходів становила 81 840 доларів для чоловіків та 70 556 доларів для жінок. За межею бідності перебувало 4,8 % осіб, у тому числі 4,8 % дітей у віці до 18 років та 0,0 % осіб у віці 65 років та старших.
Цивільне працевлаштоване населення становило 1352 особи. Основні галузі зайнятості: освіта, охорона здоров'я та соціальна допомога — 20,6 %, фінанси, страхування та нерухомість — 19,4 %, виробництво — 18,2 %.